# Rowland (Einheit)
Das Rowland, benannt nach dem US-amerikanischen Physiker Henry Augustus Rowland, war eine zwischen 1887 und 1907  benutze Einheit der Wellenlänge, die vor allem in der Spektroskopie verwendet wurde. Sie geht auf das von Rowland 1882 verbesserte Beugungsgitter (Rowland-Gitter) zurück.
1 Rowland ≈ 1 Å ≈ 10−10 m  ≈ 0,1 nm